# Stephen Malkmus and the Jicks
Stephen Malkmus and the Jicks is een rockband, bestaande uit Stephen Malkmus, Mike Clark, Joanna Bolme en Jake Morris. Malkmus was leadzanger en belangrijkste songwriter van de invloedrijke indierockband Pavement.

## Geschiedenis
The Jicks ontstond in 2000, al snel na het eerste uiteenvallen van Pavement in 1999. De eerste plaat van de groep had als werktitel Swedish Reggae, maar kwam in 2001 simpelweg uit als Stephen Malkmus. Minstens enkele nummers waren al voorgesteld in Pavement, voordat de groep werd opgeheven. Het officiële livedebuut vond een paar weken voor het uitbrengen van het eerste album plaats in de Bowery Ballroom in New York.
Op Pig Lib, het tweede album uit 2003, zijn de songs langer en bevatten meer samenspel en langere gitaarsolo's. Dit album kreeg positieve recensies, waaronder 4 uit 5 sterren van Rolling Stone en een  8 uit 10 van Pitchfork. In dat jaar stonden The Jicks in het voorprogramma van Radiohead.
Face the Truth, kwam uit in 2005 en werd eveneens goed ontvangen, waarbij vooral een vergelijking werd getrokken met de stijl van het Pavement-album Wowee Zowee. Stephen Malkmus nam het grootste deel van de plaat in z'n eentje op in zijn kelder, al speelde elke bandlid minimaal in één nummer mee. De band ging na dit album maar kort op tournee, onder meer omdat Malkmus weer vader was geworden. Joe Plummer verving in deze periode korte tijd John Moen als drummer. In 2006 zou Janet Weiss Moen opvolgen.
Het vierde studioalbum, Real Emotional Trash kwam uit in 2008. Terwijl Malkmus het grootste deel van 2010 op tournee met Pavement was, werd het vijfde album opgenomen, Mirror Traffic, met medewerking van Beck Hansen. Nog voordat dit album werd uitgebracht, werd Janet Weiss vervangen door drummer Jake Morris.
Het zesde album Wig Out at Jagbags kwam uit op 7 januari 2014.
In het grootste deel van het bestaan van The Jicks heeft de band zelden songs van Malkmus vorige band Pavement uitgevoerd. Vanaf 2012 is de groep daar minder terughoudend in en speelt ze meestal wel een of twee Pavement-nummers per optreden. Voorbeelden van door The Jicks gespeelde Pavement-songs zijn "Box Elder", "Summer Babe", "In The Mouth A Desert", "Here", "Gold Soundz", "Range Life", "Serpentine Pad", "Father To a Sister of Thought", "Stereo", "Harness Your Hopes", "Speak, See, Remember" en "From Now On."

## Discografie

### Albums
- 2001 - Stephen Malkmus
- 2003 - Pig Lib
- 2005 - Face the Truth
- 2008 - Real Emotional Trash
- 2011 - Mirror Traffic
- 2014 - Wig Out at Jagbags
- 2018 - Sparkle Hard

### Ep's
- 2001 - Jenny and the Ess-Dog
- 2001 - Phantasies
- 2003 - Dark Wave
- 2005 - Baby C'mon
- 2006 - Kindling For The Master
- 2008 - Cold Son

### Singles
- 2001 - "Phantasies"
- 2001 - "Discretion Grove"
- 2001 - "Jenny & The Ess-Dog"
- 2001 - "Jo Jo's Jacket"
- 2003 - "Dark Wave"
- 2005 - "Baby C'mon"
- 2006 - "Kindling For The Master"
- 2008 - "Baltimore"
- 2008 - "Gardenia"
- 2008 - "Cold Son"
- 2011 -  "Tigers"
- 2011 -  "Senator"
- 2012 -  "Stick Figures in Love"
- 2012 -  "Wheels of Fire" b/w "Gorgeous Georgie" (split single met L.A. Guns)
- 2013 -  "Lariat"